# Jean Ortmans
Jean François Ortmans, ook Ortmans-Hauzeur, (Verviers, 5 augustus 1806 - 2 februari 1885) was een Belgisch volksvertegenwoordiger en burgemeester.

## Levensloop
Ortmans was een zoon van de industriële verver Jean Joseph Ortmans en van Marie-Hélène Lonhienne. Hij trouwde met Catherine Hauzeur.
Na studies in industriële scheikunde volgde hij zijn vader op.
Hij werd verkozen tot gemeenteraadslid van Verviers in 1848, was schepen van 1849 tot 1854 en was burgemeester van 1854 tot aan zijn dood.
In 1874 werd hij verkozen tot liberaal volksvertegenwoordiger voor het arrondissement Verviers en ook dit mandaat vervulde hij tot aan zijn dood.
Aan hem is het concept te danken van de Gileppestuwdam, die zuiver water naar Verviers bracht en in 1878 werd ingehuldigd.
Verviers heeft een Rue Ortmans-Hauzeur en in 1891 werd een monument Fontaine Ortmans ter zijner nagedachtenis opgericht.